# Cryptopimpla tertia
Cryptopimpla tertia là một loài tò vò trong họ Ichneumonidae.